# Andelnans
Andelnans (deutsch früher Andelnach) ist eine französische Gemeinde mit 1123 Einwohnern (Stand: 1. Januar 2022) im Territoire de Belfort in der Region Bourgogne-Franche-Comté. Die Bewohner werden Andelnanais und Andelnanaises genannt.

## Geographie
Andelnans liegt auf 347 m, etwa vier Kilometer südlich der Stadt Belfort (Luftlinie). Das Dorf erstreckt sich im Bereich der Burgundischen Pforte, am Ostrand der breiten Talebene der Savoureuse, in die hier das Tal der Douce mündet, am Südwestfuß der Anhöhe des Bosmont.

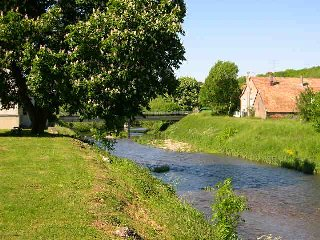
Andelnans: Der Fluss Savoureuse

Die Fläche des 4,17 Quadratkilometer großen Gemeindegebiets umfasst einen Abschnitt der leicht gewellten Landschaft im Bereich der Burgundischen Pforte (Trouée de Belfort). Der zentrale Teil des Gebietes wird in Nord-Süd-Richtung vom Tal der Savoureuse durchquert, die für die Entwässerung zum Allan sorgt. Der flache Talboden weist eine Breite von 800 m auf und liegt durchschnittlich auf 345 m. Südlich des Dorfes mündet von Westen her das relativ schmale Tal der Douce, in dem sich auch die Wasserstraße des Canal de la Haute-Saône, eines Seitenastes des Rhein-Rhône-Kanals, befindet. Nach Westen reicht der Gemeindeareal über die Waldhöhe des Grand Bois (bis 375 m) bis nach Froideval, wobei die Douce die westliche Abgrenzung bildet.
Östlich der Savoureuse erstreckt sich das Gemeindeareal auf das angrenzende Plateau, das auf 370 m liegt und überwiegend mit Acker- und Wiesland, teils auch mit Wald bedeckt ist. Auf der bewaldeten Anhöhe des Bosmont wird mit 407 m die höchste Erhebung von Andelnans erreicht.
Zu Andelnans gehört die Siedlung Froideval (351 m) in einer Rodung südlich des Grand Bois am nördlichen Talhang der Douce. Nachbargemeinden von Andelnans sind Danjoutin im Norden, Meroux-Moval im Osten, Sevenans und Botans im Süden sowie Argiésans und Bavilliers im Westen.

## Geschichte
Erstmals urkundlich erwähnt wird Andelnans im Jahr 1302. Der Ortsname geht vermutlich auf den Personennamen Adolenus oder Adelenus zurück. Das Priorat Froideval wird seit Mitte des 14. Jahrhunderts genannt. Die Mönche waren besonders auf die Behandlung von Augenkrankheiten spezialisiert. Zunächst im Einflussbereich der Herren von Montbéliard stehend, gelangte Andelnans Mitte des 14. Jahrhunderts unter die Oberhoheit der Habsburger. Zusammen mit dem Sundgau kam das Dorf mit dem Westfälischen Frieden 1648 an die französische Krone. Seit 1793 gehörte Andelnans zum Département Haut-Rhin, verblieb jedoch 1871 als Teil des Territoire de Belfort im Gegensatz zum restlichen Elsass bei Frankreich. An das französische Eisenbahnnetz wurde Andelnans 1876 angeschlossen, als die Linie von Belfort nach Delle eröffnet wurde. Seit 2000 war Andelnans zunächst Teil des Gemeindeverbandes Communauté d’Agglomération Belfortaine, der 2017 in der Communauté d’agglomération Grand Belfort aufging.

## Sehenswürdigkeiten
Eine Kapelle steht auf dem Friedhof, doch ist Andelnans kirchlich von Danjoutin abhängig. Der Calvaire stammt aus dem 19. Jahrhundert und die Mairie (Gemeindehaus) aus dem frühen 20. Jahrhundert. Vom ehemaligen Priorat Froideval sind nur noch wenige Überreste sichtbar.

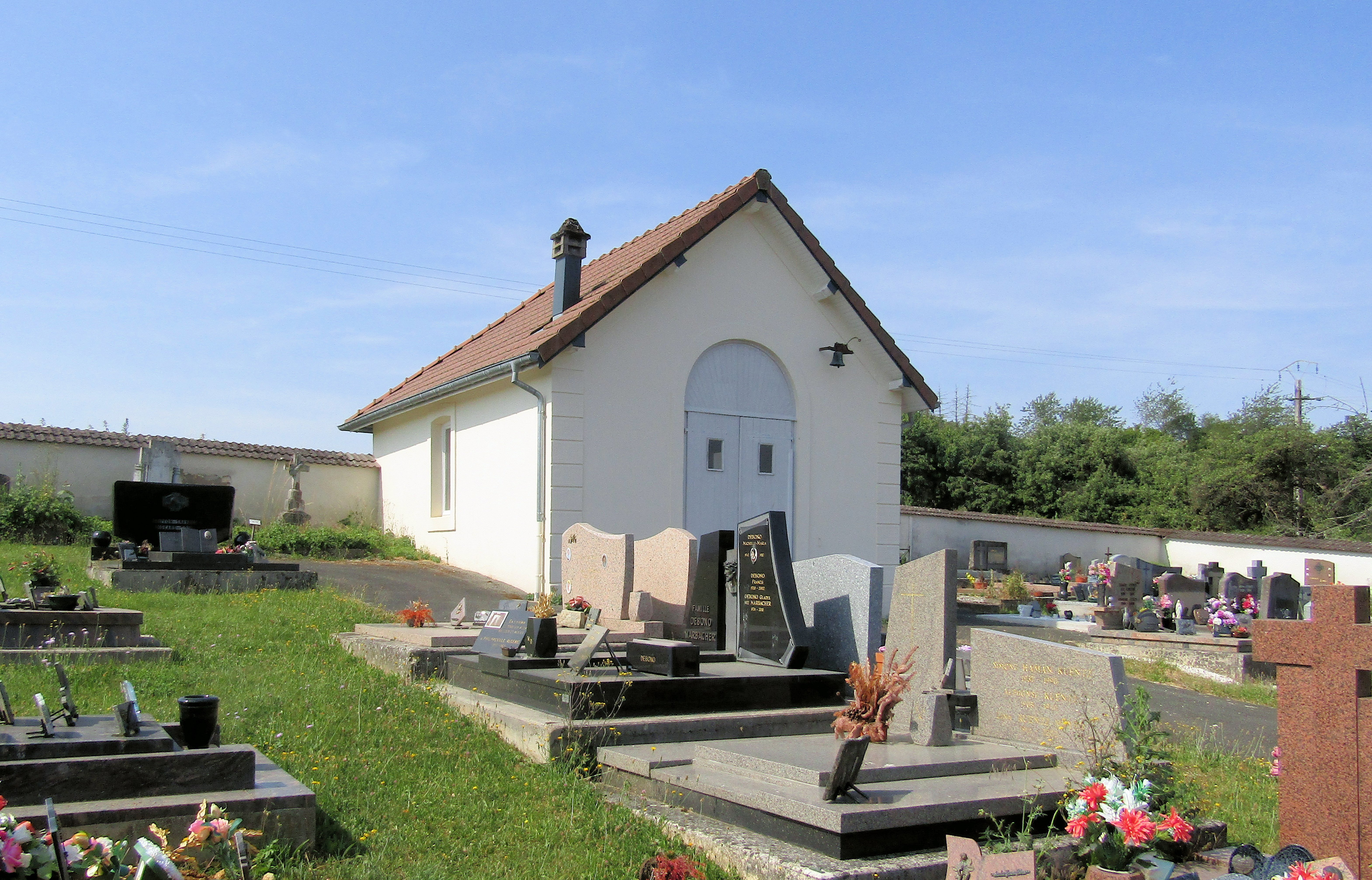
Friedhofskapelle
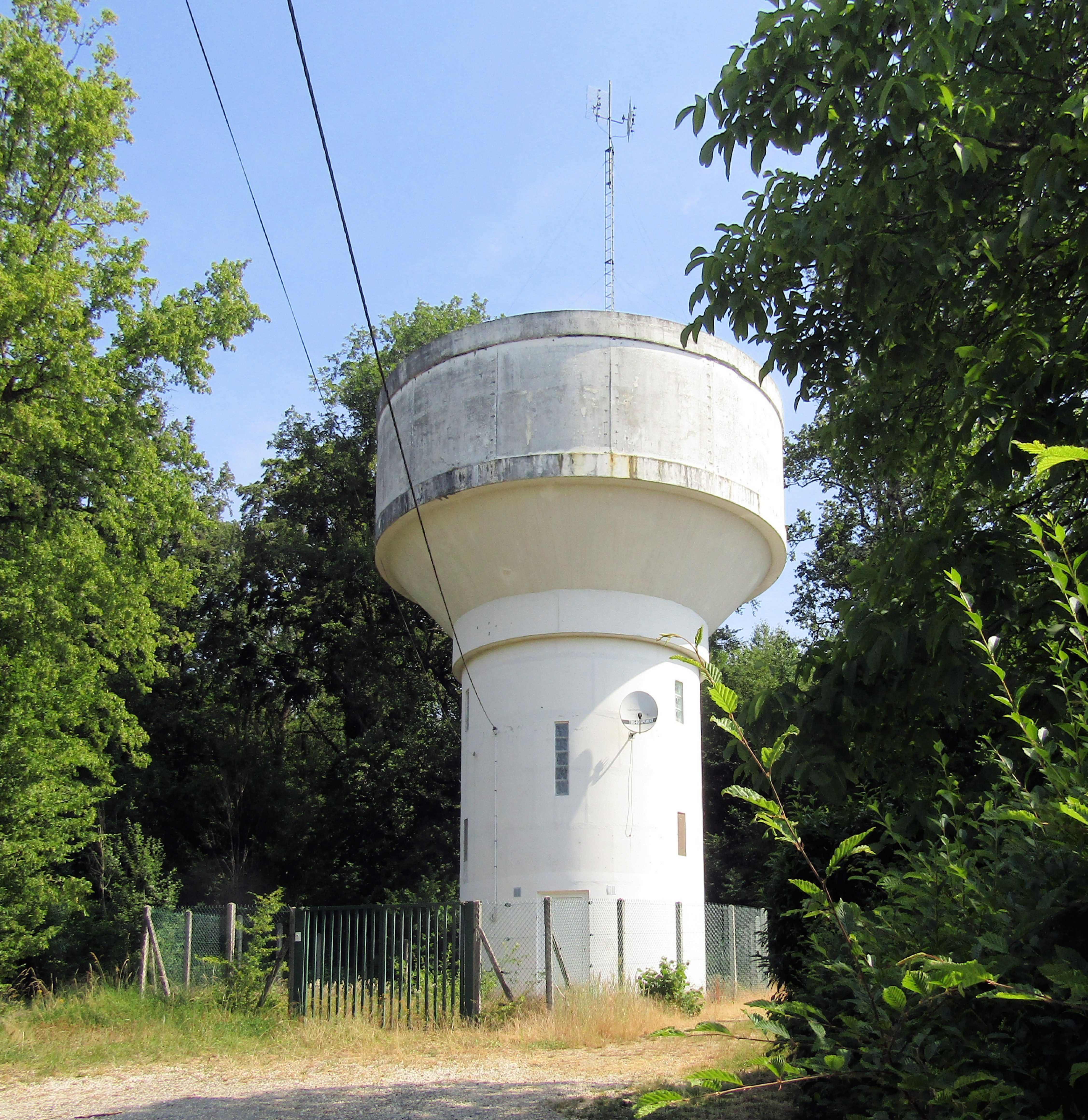
Wasserturm im Ortsteil Froideval

## Bevölkerung
| Bevölkerungsentwicklung | Bevölkerungsentwicklung |
| Jahr                    | Einwohner               |
| ----------------------- | ----------------------- |
| 1962                    | 480                     |
| 1968                    | 745                     |
| 1975                    | 660                     |
| 1982                    | 1484                    |
| 1990                    | 1324                    |
| 1999                    | 1203                    |
| 2007                    | 1261                    |
| 2017                    | 1199                    |

Mit 1123 Einwohnern (Stand 1. Januar 2022) gehört Andelnans zu den kleineren Gemeinden des Départements Territoire de Belfort. Nachdem die Einwohnerzahl in der ersten Hälfte des 20. Jahrhunderts stets im Bereich zwischen 280 und 400 Personen gelegen hatte, wurde von 1975 bis 1982 ein kräftiges Bevölkerungswachstum verzeichnet, wobei sich die Einwohnerzahl mehr als verdoppelte. Seither hat die Bevölkerung wieder abgenommen, es wurde ein Rückgang um mehr als 20 Prozent beobachtet. Das Siedlungsgebiet von Andelnans ist heute mit demjenigen von Danjoutin zusammengewachsen.

## Wirtschaft und Infrastruktur
Andelnans war bis weit ins 20. Jahrhundert hinein ein vorwiegend durch die Landwirtschaft (Ackerbau, Obstbau und Viehzucht) und die Forstwirtschaft geprägtes Dorf. Seit etwa 1970 entwickelte sich in der Talebene der Savoureuse entlang der Hauptstraße eine große Gewerbe- und Industriezone. Hier haben sich Unternehmen des Baugewerbes sowie Einkaufsgeschäfte, darunter ein Hypermarché und verschiedene auf Kleiderwaren und Sportartikel spezialisierte Geschäfte angesiedelt. Im Weiteren gibt es einige Betriebe des Kleingewerbes. Viele Erwerbstätige sind auch Wegpendler, die in den anderen Gemeinden der Agglomerationen Belfort und Montbéliard ihrer Arbeit nachgehen.
Die Ortschaft ist verkehrstechnisch gut erschlossen. Sie liegt nahe der Hauptstraße, die von Belfort nach Montbéliard führt. Der nächste Anschluss an die Autobahn A 36, welche das Gemeindegebiet durchquert, befindet sich in einer Entfernung von ungefähr zwei Kilometern. Weitere Straßenverbindungen bestehen mit Danjoutin, Meroux und Botans. Mit Belfort ist Andelnans durch eine Buslinie verbunden.